# Le Bougalou du loup-garou
Pour les articles homonymes, voir Boogaloo (homonymie).
Albums de Carlos
Une journée de Monsieur Chose
(1974) Rosalie
(1978)
Le Bougalou du loup-garou est un album studio enregistré par Carlos, sorti en 1976.

## Liste des pistes
1. Le Bougalou du loup-garou (Claude Lemesle - Joe Dassin ; au piano : Claude Bolling)
2. Professeur Carlos (Roger Dumas - Jean-Jacques Debout)
3. Carlostenstrasse
4. T'es bon public
5. Vive les grands bretons (Claude Lemesle - Pierre Delanoé - Joe Dassin)
6. Est-ce que j'ai une tête à chanter des chansons d'amour ?
7. Le Petit Canard (Vivien Vallay - Claude Lemesle)
8. Si j'étais président (Claude Lemesle - Joe Dassin)
9. Je m'balade
10. Le Berger des Folies Bergère
11. Je suis magicien
12. Moi y'a bobo